# الحرب الفرثية الباخترية
تشير الحرب الفرثية الباخترية إلى غزو ميثريدس الأول ملك فرثيا للمملكة اليونانية الباخترية في خمسينات القرن الثاني قبل الميلاد، والتي انتهت بانتصار الفرثيين وضم باختر الغربية إلى القوة الإيرانية الناشئة الجديدة وهي الإمبراطورية الفرثية. تركت هذه الحرب مملكة باختريا ضعيفة للغاية ومفتوحة أمام الغزوات البدوية، مما أدى في النهاية إلى صعود الإمبراطورية الكوشانية في باختريا.
يقول المؤرخ الروماني جوستين «إن الباختريين، الذين شاركوا في حروب مختلفة، لم يفقدوا حكمهم فحسب، بل خسروا حريتهم أيضًا، حيث أنهكتهم حروبهم ضد الصغديين، والأراخوت، والدرانج، والأريوسيين، والهنود، وتم سحقهم في النهاية، كما لو كانت دمائهم تم سحبها من قبل عدو أضعف منهم هو الفرثيين.»، ووفقًا للمؤرخ اليوناني الروماني سترابو، «لقد أخذ الفرثيون مرزبانية توريفا وأسبونوس من يوكراتيدس.»

## فهرس
Daryaee، Touraj (2012). The Oxford Handbook of Iranian History. Oxford University Press. ص. 1–432. ISBN:978-0-19-987575-7. مؤرشف من الأصل في 2019-01-01. اطلع عليه بتاريخ 2019-06-28.